# Michel Fize
 (août 2017).
Si vous disposez d'ouvrages ou d'articles de référence ou si vous connaissez des sites web de qualité traitant du thème abordé ici, merci de compléter l'article en donnant les références utiles à sa vérifiabilité et en les liant à la section « Notes et références ».
Michel Fize, né le 1er janvier 1951 à Levallois-Perret (Hauts-de-Seine), est un sociologue français (ancien chercheur au CNRS  spécialiste des questions de la jeunesse, l’adolescence et la famille).
Politologue et auteur de nombreux ouvrages, il est régulièrement sollicité par la presse en qualité d'expert en matière de mouvements sociaux, d’institutions politiques et d’éducation.
Il est un ardent défenseur de la cause animale.
Il a publié son premier roman, Je rentre chez moi, en 2023.

## Parcours universitaire
Spécialiste de l'adolescence, de la jeunesse et de la famille, Michel Fize est l'auteur de plus d'une quarantaine d'ouvrages.
En 1974, il obtient un DES d’Histoire des institutions et des faits sociaux ainsi qu'un DES de Droits Public - Paris 2
En 1975, il suspend ses études à la fin de la deuxième année de  l'Institut d'études politiques de Paris, section Service Public.
En 1974 et 1975, il est élu président-étudiant de la Commission pédagogique à l’Institut d’études politiques de Paris.
En 1976, de nouveau à Paris 2, il obtient un DES de Sciences politiques et un DESS de Défense Nationale.
En 1981, il obtient un doctorat d'État en Droit - Paris 2e

## Distinctions honorifiques et fonctions politiques
En 1992, il obtient la Médaille de la Jeunesse et des Sports.
Entre 1995 et 2001, il a été adjoint-jeunesse au maire de Michery, dans l’Yonne.
Membre de l'Exécutif national du Mouvement unitaire progressiste de 2009 à 2016.
D'octobre 2014 à décembre 2015 : Conseiller régional d'ile de France
Proche de l’ancien président du PCF Robert Hue, il s’est engagé à ses côtés dans le Mouvement unitaire progressiste (MUP) en 2009, qu'il a quitté en 2016 pour désaccords profonds sur la ligne pro-hollandaise suivie à partir de 2012.
Le lundi 3 octobre 2016, il annonce sa candidature à l'élection présidentielle de 2017, dans le journal Le Parisien, principalement au nom de la cause animale. Interrogé par Estelle Schmitt sur France Inter, il explique son souhait de ne pas être élu.

## Analyses dans les medias
Depuis sa première intervention radio en 1985 (France Inter, débat sur les événements du Heyzel avec Jean-Michel Larqué, débat animé par Jacques Vendroux), il apparaît régulièrement dans la presse écrite et audio-télévisuelle.
Entre 2018 et 2021, il a donné des analyses régulières sur le mouvement des gilets jaunes sur la chaîne RT France, d'abord comme invité (2018-2021) puis comme éditorialiste (septembre 2021-février 2022).

## Participation à des consultations et commissions diverses
En mars 1994, il est appelé par Edouard Balladur, Premier ministre, pour intégrer le Comité indépendant pour la Consultation nationale des Jeunes.
En 1995, sous l'égide du Secrétariat général de la Défense nationale, il participe, aux côtés de la sociologue Dominique Schnapper et du philosophe Philippe Reynaud, à une réflexion sur le sens du service national.
En 1997-1998, il devient conseiller technique-jeunesse de Marie-Georges Buffet, ministre de la Jeunesse et des Sports.